# Theodor-Wanner-Preis
Der Theodor-Wanner-Preis (seit 2021 ifa-Preis für den Dialog der Kulturen) wird seit 2009 verliehen. Namensgeber des Preises war bis 2019 Theodor Wanner, durch dessen Initiative das Deutsche Ausland-Institut (DAI), das heutige Institut für Auslandsbeziehungen (ifa), im Jahr 1917 gegründet wurde.
Das ifa verleiht den Preis an Personen, die mit ihrem wissenschaftlichen, sozialen, gesellschaftspolitischen, künstlerischen, unternehmerischen, finanziellen oder sonstigen Engagement Herausragendes für den Dialog der Kulturen geleistet haben. Der Preis wurde vom Förderverein für das Institut für Auslandsbeziehungen e.V. gestiftet und ist mit 10.000 Euro dotiert, die zweckgebunden in ein Projekt des Preisträgers fließen. Schirmherr der Auszeichnung ist der Bundesaußenminister. Mit der Verleihung 2021 an Igor Levit wurde der Preis – unter sonst gleichen Bedingungen – umbenannt in ifa-Preis für den Dialog der Kulturen.

## Jury
Die Auswahl der Preisträger erfolgt durch Mehrheitsentscheidung einer Jury, die durch den Vorstand des Fördervereins für das Institut für Auslandsbeziehungen e.V. berufen wird. Die Jury ist in ihrer Auswahl frei. Vorschläge können von Mitgliedern des Fördervereins für das Institut für Auslandsbeziehungen, Mitgliedern des Instituts für Auslandsbeziehungen (ifa), dem Präsidium des ifa, den Beiräten und den Mitarbeitern des ifa eingereicht werden.

## PreisträgerTheodor-Wanner-Preis
| Jahr | Preisträger                                    | überreicht durch                         | Laudator               |
| ---- | ---------------------------------------------- | ---------------------------------------- | ---------------------- |
| 2009 | Daniel Barenboim, Pianist und Dirigent         | Ursula Seiler-Albring, Adam-Claus Eckert | Joschka Fischer        |
| 2010 | Carla Del Ponte, Schweizer Bundesanwältin      | Ronald Grätz                             | Jutta Limbach          |
| 2011 | Jacques Delors, Europapolitiker                |                                          | Hans-Dietrich Genscher |
| 2013 | Yoko Ono, Künstlerin, Musikerin und Aktivistin |                                          | Guido Westerwelle      |
| 2014 | Ernesto Cardenal, Dichter und Theologe         | Ronald Grätz                             | Norbert Lammert        |
| 2016 | Human Rights Watch                             |                                          | Bärbel Kofler          |
| 2017 | Silvia von Schweden                            |                                          | Sigmar Gabriel         |
| 2019 | Federica Mogherini, Europapolitikerin          |                                          | Heiko Maas             |

## Preisträgerifa-Preis für den Dialog der Kulturen
| Jahr | Preisträger                          | überreicht durch | Laudator          |
| ---- | ------------------------------------ | ---------------- | ----------------- |
| 2021 | Igor Levit, Pianist                  | NN               | Claudia Roth      |
| 2022 | Osman Kavala, Menschenrechtsaktivist |                  | Wolfgang Schäuble |
| 2024 | Ukraine 5 AM Coalition               |                  | Gerhart Baum      |